# Тиран (телесериал)
«Тира́н» (англ. Tyrant) — американский драматический телесериал созданный Гидеоном Раффом, Говардом Гордоном и Крейгом Райтом. Премьера телесериала состоялась 24 июня 2014 года на телеканале FX.
8 октября 2015 года телесериал был продлён на третий сезон из десяти эпизодов, премьера которого состоялась 6 июля 2016 года. 7 сентября 2016 года FX объявил о закрытии сериала.
В России сериал был показан телеканалом «Че» в августе 2017 года. Сериал был полностью дублирован на русский язык

## Сюжет
Главный герой Барри Аль-Файед — сын главы вымышленного государства Абуддин. Он жил своей собственной жизнью в Лос-Анджелесе около 20 лет, но свадьба сына родного брата заставила его вернуться на родную землю.

## Производство
Часть шоу снято в различных городах Израиля: Кфар-Сава, Петах-Тиква, и Тель-Авив, а также в Стамбуле. Вымышленная арабская страна Абуддин была создана таким образом, чтобы не обидеть страны ближнего Востока. Продюсеры телесериала отметили, что ни одна из существующих организаций не будет упомянута в проекте, чтобы не разжигать национальную рознь.
Сценарий пилотного эпизода был написан Гидеоном Раффом, а режиссёром стал Дэвид Йейтс.

## Актёры и персонажи
| Актёр              | Персонаж                 | Эпизоды | Сезоны       | Сезоны       | Сезоны       |
| Актёр              | Персонаж                 | Эпизоды | 1            | 2            | 3            |
| ------------------ | ------------------------ | ------- | ------------ | ------------ | ------------ |
| Адам Рэйнер        | Бассам «Барри» Аль-Файед | 32      | Постоянно    | Постоянно    | Постоянно    |
| Дженнифер Финниган | Молли Аль-Файед          | 30      | Постоянно    | Постоянно    | Постоянно    |
| Ашраф Бархом       | Джамаль Аль-Файед        | 25      | Постоянно    | Постоянно    | Постоянно    |
| Фарес Фарес        | Фаузи Надаль             | 16      | Постоянно    | Гость        | Периодически |
| Моран Атиас        | Лейла Аль-Файед          | 32      | Постоянно    | Постоянно    | Постоянно    |
| Ной Сильвер        | Сэмми Аль-Файед          | 30      | Постоянно    | Постоянно    | Постоянно    |
| Энн Уинтерс        | Эмма Аль-Файед           | 16      | Постоянно    | Периодически | Периодически |
| Салим Дау          | Юссеф                    | 10      | Постоянно    |              |              |
| Мехди Дехби        | Абдул                    | 5       | Постоянно    | Голос        |              |
| Элис Криге         | Амира Аль-Файед          | 13      | Постоянно    | Постоянно    |              |
| Джастин Кёрк       | Джон Такер               | 10      | Постоянно    |              |              |
| Александр Карим    | Ихаб Рашид               | 28      | Периодически | Постоянно    | Постоянно    |
| Кэмерон Гараи      | Ахмед Аль-Файед          | 27      | Периодически | Постоянно    | Постоянно    |
| Сибилла Дин        | Нусрат Аль-Файед         | 19      | Периодически | Постоянно    | Периодически |
| Мелия Крейлинг     | Далия Аль-Язбек          | 20      |              | Периодически | Постоянно    |
| Крис Нот           | Генерал Уильям Когсвелл  | 10      |              |              | Постоянно    |

## Эпизоды
| Сезон | Сезон | Эпизоды | Оригинальная дата показа | Оригинальная дата показа |
| Сезон | Сезон | Эпизоды | Премьера сезона          | Финал сезона             |
| ----- | ----- | ------- | ------------------------ | ------------------------ |
|       | 1     | 10      | 24 июня 2014             | 26 августа 2014          |
|       | 2     | 12      | 16 июня 2015             | 1 сентября 2015          |
|       | 3     | 10      | 6 июля 2016              | 7 сентября 2016          |